# جوچه

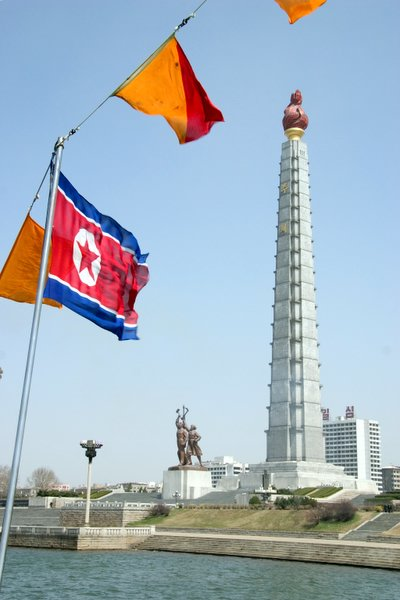
برج جوچه در پیونگ یانگ، کره شمالی.

جوچه (به انگلیسی: Juche) (به کره‌ای: 주체) که ترجمهٔ مرسوم آن سیاست اتکاء بر خود است؛ فلسفه سیاسی حاکم بر کشور کره شمالی ست که از اواخر دهه ۱۹۶۰ از سوی کیم ایل-سونگ به‌عنوان یک نظام اندیشه‌ای و ایدئولوژیکی طراحی و توسعه یافت. جوچه تلفیقی است از مارکسیسم، ناسیونالیسم و اومانیسم (انسان‌گرایی) که هدف آن ایجاد جامعه اشتراکی سازمان یافته متکی بر خود در راه سازندگی کشور و تربیت افراد می‌باشد.
جوچه، راهی برای زندگی در کره شمالی است؛ لغتی جدایی‌ناپذیر از زندگی به سبک کره شمالی. عملاً در همه جنبه‌های زندگی کره‌شمالی‌ها می‌توان حضور جوچه را دریافت. در حقیقت جوچه نه فقط درک و دربارهٔ آن فکر شده، بلکه مهم‌تر این‌که در صف منظمی از موقعیت‌های ملموس حیات مردم «زیسته می‌شود».

جوچه در ابتدا به عنوان گونه ای از مارکسیسم-لنینیسم شناخته می‌شد؛ تا اینکه کیم جونگ ایل، پسر و جانشین کیم ایل سونگ، آن را یک ایدئولوژی متمایز در دهه ۱۹۷۰ اعلام کرد.

## شکل‌گیری جوچه
یکی از عوامل مهم در به‌وجود آمدن اندیشه جوچه این بود که پس از آنکه قدرت‌های بزرگ کمونیستی یعنی چین و شوروی که دارای رابطه ویژه‌ای با کره شمالی بودند، راهی در پیش گرفتند که رهبران کره شمالی نمی‌خواستند با آن همراهی کنند، به‌ویژه از اوایل دهه ۱۹۶۰ که اختلاف‌ها و کشمکش‌های میان چین و شوروی منجر به درگیری‌های مسلحانه شد، کره شمالی تصمیم گرفت با مطرح کردن اندیشه جوچه ضمن تأکید بر بعدهای فرهنگی و ملی کره فاصله سیاسی خود را با این دو قدرت جهان کمونیست حفظ کند؛ و از این روی از اواخر دهه ۱۹۶۰ اندیشه جوچه به‌عنوان یک نظام اندیشوری و ایدئولوژیکی طراحی و در کشور توسعه یافت.
یکی دیگر از عوامل مهم در به‌وجود آمدن جنبش جوچه، نیاز به توسعه روابط دیپلماتیک با کشورهای غیر کمونیستی و رو به رشد بود؛ زیرا تا پیش از دهه ۱۹۶۰ کره شمالی تنها با کشورهای کمونیستی روابط دیپلماتیک داشت؛ بنابراین دولت تصمیم گرفت که موضع مستقلی را در رابطه با دیگر کشورهای غیر کمونیستی مانند کشورهای جهان سوم در پیش گیرد. به‌همین دلیل به‌منظور نیل به مقصود و آرمان‌های خود به راهبرد نوینی روی آورد و توانست تا پایان دهه ۱۹۷۰ با بیش از ۹۰ کشور که عمدتاً در قاره آفریقا واقع شده بود رابطه سیاسی و دیپلماتیک برقرار کند.

## جوهر و مضمون جوچه
ایده جوچه به زبان ساده یعنی تکیه بر توانمندی‌های بیکران انسان، انسانی که از مشکلات خودش هر چقدر هم بزرگ باشد، بزرگتر است و می‌تواند با امید و اعتماد به نفس از پس هر خطری برآید.
ایده جوچه که مردم کره شمالی به آن خو دارند، کمک کرده تا در آن کشور، معتاد و بزهکار تکثیر نشود و نگاه مردم به همدیگر فرا تر از سود و زیان‌های حسابگرانه و کاسب‌کارانه باشد.
تبلیغات رسمی در کره شمالی حاکی از این است که برای دست یابی به جوهر جوچه و خروج از قبر خویش، برای اینکه روزمره، نو و تازه بشوید باید به این باور برسید که هرچه دارید از خلق و رهبری است.
در جوچه ذوب بشوید و دستتان را به دست «رهبر عزیز» بدهید. با پاهای کیم جونگ حرکت کنید تا در راه نمانید. اینطور تک تک شما جاودان می‌شوید. دستگاه ارزشی تان تغییر می‌کند و شعلهای خواهید بود که هیچ‌کس نمی‌تواند آن را خاموش کند.
راز «جوچه» اتصال شما به نقطه خارج از خودتان است به کیم جونگ کبیر
برای غلبه بر ترس و یاس و ناباوری خود را به رهبری بسپارید تا آسمان پر از زیبایی و ستاره باشد.

## موسیقی جوچه
معنادارترین جنبه حیات هنری در کره شمالی، موسیقی است. هر صدایی که ممکن است بشنوید، ملودی‌های موسیقایی به همراه دارد. همه امکانات نمایشی و اجرایی تماماً در استفاده‌اند تا «سرگرمی اصولی» (سرگرمی هدف‌دار) را با موسیقی و دیگر صورت‌های سرگرمی پیش ببرند. موسیقی، رسانه‌ای مهم برای وحدت سیاسی و ایدئولوژیک است. در واقع، این - به اصطلاح - موسیقی جوچه به‌وضوح همه آنچه ایدئولوژی می‌گوید را مجسم می‌کند.
تئوریسین‌ها در کره شمالی اصرار دارند که جوچه صورتی از ضدیت و تعارض با گونه‌های دیگر نیست، بلکه بیشتر سنتزی است که محدودیت‌ها و کاستی‌های خویشتن فرد را – به اندازه محدودیت‌ها و کاستی‌های دیگران - کنار می‌زند. این ادعا با این حقیقت عینیت پیدا کرده که در کره شمالی موسیقی ارکستری با ترکیبی از سازهای غربی و سازهای نوعاً کره‌ای اجرا می‌شود تا موسیقی‌ای را «خلق کند» که بر محدودیت‌های بیان هنری در هریک از این دو جهان موسیقایی فائق آید. افزون بر این، موسیقی جوچه مفهوم بنگ‌چنگ و جلگاوا را به عنوان پالایش خلاقانه میراث و فرهنگ کره‌ای بسط می‌دهد.
بنگ‌چنگ (Bangchang)، موسیقی آوازی را با ترکیب‌های‌سازی در هم می‌آمیزد؛ مشابه کاری که لودویگ وان بتهوون در سمفونی شماره ۹ انجام داده است. در تالار نوازندگان که پشت یا زیر صحنه یک اوپرا پنهان شده، خوانندگان معمولاً در کنار نوازندگان می‌نشینند. مفهومی که این‌جا هست این است که نه صدای بشری و نه سازهای موسیقایی نمی‌توانند کامل شوند مگر آن‌که در هارمونی و هم‌سازی با یک‌دیگر باشند؛ چیزی که وعده داده شده وحدت عالیه جهان را نزدیک می‌کند. در بعضی موارد، همه تماشاچیان در آوازخوانی هم‌راهی می‌کنند تا تأثیر وحدت را نشان بدهند.
جلگاوا (Jolgawha) به وزن‌ها و سجع‌بندی‌های عبارت‌بندی‌های موسیقایی اشاره می‌کند. در نظام شعر کره‌ای سنتی - معروف به شیژو (shijo) – این باور هست که چنان ریتم‌هایی مانند ۳-۴-۴-۴، ۳-۴-۳-۴، و ۳-۳-۴، با ریتم نفس‌کشیدن بدن انسان هم‌آهنگ است. این الگوها عموماً در شیژوی سنتی و آوازهای فولک استفاده می‌شدند. آهنگ فولک معروف آریرنگ (Arirang) یک مثال نوعی از چنان بیانی است که از نظر آوایی ساخت‌یافته باشد. اپرای دریای خون (Pibada) که به گستردگی تحسین شد، پر است از همین ریتم‌ها و بنگ‌چنگ. قاعده‌ای مشابه در خلق موسیقی معاصر – از جمله اوپراها و شکل‌های متعدد دیگری از موسیقی مانند آهنگ‌هایی که در تکریم کیم ایل سونگ، کیم جونگ ایل، کودکان، مادران، سربازان، و البته حزب حاکم نوشته شده‌اند – در پیش گرفته شده است.
نمونه دیگری از موسیقی جوچه در پی هم‌سازی و هارمونی متکاملی از صدا و هنرهای تجسمی است. همیشه برنامه‌های سرگرمی با تصاویری از کیم ایل سونگ، گل‌ها، و خورشید به‌تنهایی (که به «رهبر کبیر» دلالت می‌کند) آراسته می‌شوند. ترکیب‌ها دائماً در تطابق با موضوع نمایش عوض می‌شود. بارها در همان حالی که اجراکننده‌ها دارند می‌خوانند، شعری خط‌به‌خط روی صفحه تلویزیون پا پرده سینما ظاهر می‌شود. این یعنی وحدت عالیه و هم‌سازی و هارمونی صداها و تصویرها؛ چیزی که نظریه‌پردازان جوچه آن را به عنوان یک صورت یک‌پارچه‌تر و در نتیجه کامل‌تر هنر در نظر می‌گیرند.
این‌که در کره شمالی کودکان این‌طور گسترده از مهد کودک تا آخرین دوره‌های تحصیلی‌شان در دانشگاه با موسیقی سر و کار دارند، شاید در دنیا بی‌نظیر باشد. هر بچه‌ای در برنامه‌های موسیقی شرکت می‌کند؛ یا به عنوان خواننده یا به عنوان نوازنده. در واقع در آغاز تحصیل و در آغاز هر دوره فوق‌برنامه، هر بچه‌ای لازم است یک ساز موسیقی را انتخاب کند و یاد بگیرد. تقریباً هرروز بچه‌ها بعد از کلاس‌های درسی‌شان در مدرسه‌هاشان می‌مانند تا اجراهای تمرین و تکرار داشته باشند. هر مدرسه هم یک تیم از هنرمندان تدارک می‌بیند تا در رقابت‌های منطقه‌ای و ملی، مدرسه‌شان را نمایندگی کنند. مدرسه‌هایی که در این رقابت‌ها برنده می‌شوند، این افتخار را خواهند داشت که هرسال یا هر فصل در در کاخ کودکان در پیونگ‌یانگ اجرا کنند. در برنامه‌های ممتاز، مقام‌های مهم حکومتی و حتی «رهبر کبیر» یا «رهبر محبوب» هم حاضر است.
همان‌طور که پیش‌تر اشاره شد، برنامه معمول برای هر روی‌داد موسیقایی، شامل آهنگ‌هایی دربارهٔ «رهبر کبیر» و «رهبر محبوب» است و البته دربارهٔ حزب و سپاه خلق است. آهنگ‌های جدید به تداوم و همواره در حال معرفی‌شدن هستند. در واقع بیشتر افراد جوان در کره شمالی قادر به خواندن شمار فراوانی از آهنگ‌هایی هستند که از نظر سیاسی و ایدئولوژیک «مهندسی» شده‌اند، اما این توانایی آن‌ها در زمینه‌های دیگر و از جمله در زمینه موسیقی فولک سنتی محدودتر است. هریک از برنامه‌های تلویزیونی، پخش‌های رادیویی، و اجراهای زنده، تقریباً جداجدا توسط دستورالعمل‌های ایدئولوژیکی هدایت می‌شوند که جوچه الزام کرده است.

## معماری جوچه
عصاره معماری جوچه را می‌توان در «تالار معرفت عالیه خلق» (Inmin Dae Haksopdang) دید که در مرکز پایتخت واقع است. این‌طور که نظریه‌پردازان کره شمالی می‌گویند نمای بیرونی این ساختمان، فرم‌های معماری کره‌ای سنتی را نمایش می‌دهد، در حالی که همزمان ساختار بنا سادگی امروزین و بهره‌وری و کارکرد مداری را در خود دارد. در حقیقت، داخل این ساختمان، تالارها و اتاق‌ها سقف‌هایی به‌افراط بلند دارند و سرتاسر با سنگ‌های مرمری پوشانده شده‌اند. نظریه‌پردازها توضیح می‌دهند که «ترکیب خلاقانه» زیبایی هنری سنتی و راحتی امروزین و مدرن، هدف معماری جوچه است. بیشتر ساختمان‌های عمومی از چنین قاعده‌ای پیروی کرده‌اند. حتی در حومه و ییلاقات شهر هم خیلی از خانه‌های شخصی نشان می‌دهد که آن‌ها در پی سبکی منحصربه‌فرد برای بام‌های لبه‌دارشان هستند. این سبک حتی با سبک‌های سنتی چینی یا ژاپنی هم فرق می‌کند. در چشم یک غریبه، این تفاوت ممکن است جزئی و ندیدنی به چشم بیاید اما یک‌بار که درباره‌اش توضیحی داده شود، آن‌گاه بدیهی و آشکار می‌شود. به‌این‌ترتیب کره‌ای‌ها از میراثی غنی برخوردارند که ممتاز و برجسته است.

## ادبیات جوچه
به قول کیم ایل سونگ «ادبیات به عنوان انسانیات جوچه محور، فلسفه زندگی است و با توصیف هنرمندانه زندگی مردم، به پرسش‌های بشر پاسخ می‌دهد». از آن‌جا که ادبیات هم از انسانیات است، پس باید مشکلات مرد و زن را توصیف کند و برای این مشکلات، راه‌حل‌هایی فراهم کند. به این معنا، ادبیات هم مانند هنر باید کارکردهای معرفت‌شناسانه و آموزشی‌ای را با خود داشته باشد که انتظار می‌رود «معنای زندگی را برای خلق به خانه‌شان بیاورد و به شکل‌دهی به دورنمای آن‌ها در زندگیشان کمک کند». در نتیجه، «ادبیات باید حاوی معانی سیاسی و ایدئولوژیکی باشد که منتقل‌کننده ندای عدالت اخلاقی باشد. زمانی که ادبیات فاقد چنین معنا و هدفی باشد، تنها به سمت سانتیمانتالیزم میل پیدا می‌کند و به‌ناچار منحط می‌شود و سلامت روانی جامعه را مختل می‌کند».
در رمان‌ها، داستان‌های کوتاه، و شعرهای کره شمالی، این یک قاعده است که قهرمان‌ها به منظور نشان دادن میهن‌پرستی‌شان تصویر بشوند. موفقیت‌ها و دست‌یافت‌های ادبی با توجه موفقیت‌شان در پیش‌بردن و ترویج هدف‌های ایدئولوژیکی که توسط جوچه دیکته شده سنجیده می‌شود و با هر ملاک هنری دیگر در تعارض است. بررسی سرسری ماه‌نامه «ادبیات کره‌ای» (Chosonmunhak) نشان می‌دهد بیشتر داستان‌های کوتاه، شرح‌حال‌ها، شعرها، و حتی کمیک‌ها پر است از پیام‌های ایدئولوژیک و سیاسی. در کره شمالی معمولاً لازم است کتاب‌داستان‌های معینی خوانده شود و سپس در جلسه‌های «روز مطالعه» هر هفته در محل‌های کار درباره‌شان بحث شود. در این روز عملاً همه کارمندان و شهروندان دیگر لازم است که در جلسه‌های برنامه‌ریزی‌شده بحث که توسط واحدهای اجرایی و برای عوام مردم برگزار می‌شود، شرکت کنند.

یک مثال مهم دیگر برای ادبیات جوچه، مجموعه‌داستان «ملت و سرنوشت» (Minjok kwa Unmyong) است. در این مجموعه، صدها نفر در طول تاریخ کره شمالی که میهن‌پرستی خود را با کیفیتی نامعمول نمایش داده‌اند، به عنوان چهره‌های قهرمانی و حماسی ملی معرفی می‌شوند. این قهرمان‌ها شامل افرادی در مشاغل مختلف و در موقعیت‌های اجتماعی مختلف می‌شود؛ از هنرمندها گرفته تا اسرای جنگی. این مجموعه همچنان دارد بیشتر می‌شود. به محض این‌که یک رمان دربارهٔ فردی خاص نوشته می‌شود، آن اثر هم‌زمان به فیلم سینمایی تبدیل می‌شود تا در سطح ملی در سینماها یا روی ویدئو عرضه شود. علاوه بر این مجموعه‌ها که ستودگان متأخرتری را مجسم می‌کند، گروهی از رمان‌ها، فیلم‌نامه‌ها و داستان‌های کوتاه هستند که برای بازنمایی چهره‌های تاریخی طراحی شده‌اند.
از زمان درگذشت رهبر کبیر در ۱۹۹۴، محبوب‌ترین محصول ادبی در کره شمالی، مجموعه «همراه با قرن» (Segiwa doburo) بوده است؛ خودزندگی‌نامه کیم ایل سونگ. که نوشتن این مجموعه را در ۱۹۹۲ مصادف با هشتادمین سالگرد تولدش آغاز کرد. آن‌زمان امور روزمره حکومت‌داری به پسر او کیم جونگ ایل منتقل شده بود تا کیم ایل سونگ فرصت پیدا کند از اوقات فراغتی که لیاقتش را داشت لذت ببرد و دربارهٔ زندگی و اندیشه‌های خود بنویسد. در ۱۹۹۴ شش جلد از این مجموعه منتشر شد. بعد از مرگ کیم به خاطر یک حمله قلبی غیرمنتظره در آن سال، جلدهای دیگری هم منتشر شدند و امروز تعداد کتاب‌های آن مجموعه روی‌هم‌رفته هشت جلد است. این خودزندگی‌نامه به گستردگی در حیات عمومی مردم کره شمالی تبدیل شده است. این اثر هرشب به صورت‌های مختلفی در تلویزیون معرفی می‌شود؛ از جمله با تصویر بانویی که با لباس سنتی کره‌ای دارد این مجموعه‌ها را می‌خواند. دانشجویان و کارمندان مرتباً درگیر بررسی این مجموعه و تحلیل‌های دانشگاهی دربارهٔ ارزش‌های ادبی این اثر هستند.

## ورزش جوچه
در همه ورزش‌ها، آنچه به آن روش جوچه خوانده می‌شود، به کار گرفته می‌شود. این روش تضمین می‌کند که در هرجور تمرین ورزشی، آمادگی روحی و ایدئولوژیک یک مؤلفه کلیدی است و شایستگی فیزیکی و مهارت‌های ورزشی کافی نیست. هرکس در ابتدا باید درک و شناخت کاملی از ورزشی که دارد خود را برای رقابت در آن آماده می‌کند، داشته باشد و دلیلی پیدا کند که بابت سر و کار داشتن با یک ورزش خاص احساس غرور کند. به بیان دیگر، ورزشکار باید با هدف روشن افتخارآفرینی برای ملت و رهبر تمرین کند. زمانی که کای سون هوی ۱۶ساله در بازی‌های تابستانی المپیک آتلانتا در سال ۱۹۹۶ مدال طلای جودو را برد، به خبرنگارها گفت که کلید موفقیت این دختر نوجوان، عزمش برای افتخارآفرینی برای سرزمین پدری و رهبر محبوب بوده و برای این که به دنیا نشان دهد کره شمالی در هر زمینه‌ای از عهده پیروزی برمی‌آید.

به نظر متفکران جوچه ورزش‌هایی مانند تکواندو، بوکس، جودو، تیراندازی، و تنیس روی میز، در این خصوصیت مشترک‌اند که همه‌شان به تربیت ذهن هم به اندازه تربیت بدن نیاز دارند. فقط وقتی که ذهن و بدن در هم‌سازی و هارمونی باشند، می‌توان راز ورزش را فهمید. شاید این‌جا بتوان دریافت که مفهوم هم‌سازی و هارمونی بین بدن و ذهن با چشم‌انداز کنفوسیوسی سازگار است؛ این آموزه کنفوسیوسی که «وقتی روح بر نفس فائق آید، چیزی نیست که نشود به آن رسید».

## پزشکی جوچه
در کره شمالی هر بیمارستان هم به تجهیزات پزشکی غربی و هم به تجهیزات پزشکی شرقی مجهز شده است. برنامه آموزشی دانش پزشکی هم شامل هردو می‌شود. با این حال این دو جور پزشکی بیش از آن‌که جداجدا با هم سروکار پیدا کنند، در هم آمیخته شده‌اند. به «سنتز» جزئیات این دو دانش پزشکی، پزشکی جوچه گفته می‌شود. طرف‌دارهای این روش، آن را عامل اصلی رسیدن به «امید به زندگی» بالا در مقایسه با کشورهای غربی صنعتی و کره جنوبی - آن هم در کشوری که از نظر اقتصادی از جهان توسعه‌یافته خیلی دور است - می‌دانند. این‌طور که یک بیمار سرطانی معروف می‌گوید، این روی‌کرد بدعت‌آمیز به او کمک کرده که بیماری‌اش را درمان کند. کیم هیونگ یو، نماینده سابق کره شمالی در سازمان ملل، در سال ۱۹۹۷ بعد از این‌که در بیمارستانی در نیویورک تشخیص داده شد سرطان ریه دارد، سمتش را از دست داد. او با علم به این که سرطانش قابل‌درمان نیست و دارد برای آخرین استراحتش به وطنش بازمی‌گردد، آمریکا را ترک کرد. گروه پزشکی در نیویورک پیش‌بینی کرده بود که او ۶ماه زنده می‌ماند ولی او دو سال و نیم بعد در نوامبر ۱۹۹۹ در راس یک هیئت فرستادگان به نشست روابط آمریکا با کره شمالی که در دانشگاه جورجیا برگزار می‌شد، به آن کشور بازگشت.
او در دوم دسامبر آن سال در هتل پلازای سازمان ملل یک کنفرانس خبری ترتیب داد و در آن اعلام کرد:
دیگر حتی یک سلول سرطانی هم در بدن من نیست. دیگر من یک بیمار سرطانی نیستم. وقتی دو سال و نیم پیش این شهر را ترک می‌کردم، هیچ‌کس به بازگشتم فکر نمی‌کرد؛ به خصوص با این فاصله زمانی زیاد؛ ولی امروز به لطف دانش برتر پزشکی میهن پدری‌ام و کشور خیرخواهم و رهبر محبوب کیم جونگ ایل که شخصاً پی‌گیر درمان من بودند، این‌جا هستم. این‌ها همه به خاطر پزشکی جوچه است. از این به بعد، دنیای پزشکی با دیدن من به دانش پیش‌رفته پزشکی و نظام بهداشتی کشورم توجه می‌کند. مطمئن باشید این روح من نیست که از قبرم درآمده و روبه‌روی‌تان نشسته است!

این‌که آیا ادعای مطرح‌شده توسط این سفیر سابق کره شمالی از نظر علمی هیچ اعتباری دارد یا نه، موضوع این بحث نیست. واقعیت مهم این است به نظر می‌رسد مردم کره شمالی به کارایی این گونه درمان باور دارند.

## جنبه‌های دیگر زندگی جوچه
تحقق جوچه در موقعیت‌های عینی زندگی را می‌توان در شماری از حوزه‌ها علاوه بر آن‌ها که در این مطلب به‌شان اشاره شد، مشاهده کرد؛ مانند رقص، روش‌های کشاورزی، لباس‌ها، و حتی مدل‌های آرایش مو؛ مثلاً چیزی هست به اسم رقص جوچه، این رقص با آن حرکت‌های بدن شناخته می‌شود که به بالاتنه - مشخصاً بازوها، دست‌ها، و شانه‌ها - محدود می‌شود. یک نظریه‌پرداز جوچه که در رقص تخصص دارد، می‌گوید که این نوع رقص به‌وضوح با رقص غربی – که عمدتاً بر حرکت پایین‌تنه استوار است – در تعارض است و همچنین با رقص آفریقایی که حرکت‌های کل بدن را به کار می‌گیرد، متمایز است.
رقص سنتی یا جوچه به گستردگی در مدرسه‌ها آموزش داده می‌شود. از همه دانش‌آموزها انتظار می‌رود قبل از ترک کردن مدرسه، در این زمینه تمرین کنند. فعالیت دیگری که پیش‌تر مفهوم جوچه را بروز می‌داد، حرکات آکروباتیک است. در واقع، حرکات آکروباتیک منسوب به کره شمالی عمدتاً به خاطر سطح دشواری‌شان شناخته می‌شوند. صورت‌های زیادی از هنر رقص هستند که ادعا می‌شود در آن‌ها هنر با ورزش آمیخته شده و در عوض با قواعد جوچه تبیین شده‌اند. در این برنامه‌ها، صحنه اجرا برای نشان دادن نشانه‌ها و صحنه‌های بصری از ایده‌های جوچه استفاده می‌شود. در کره شمالی با استفاده از دود و مواد دیگر از جمله اجسام چرخنده، صحنه‌هایی پرانرژی روی صحنه خلق می‌کنند. همه این‌ها از مقررات و عرف رایج، به عنوان بروزهایی از جوچه قلم‌داد می‌شود.
مردم کره شمالی به دریافتی دربارهٔ روش مناسب برای حفظ ظاهر فیزیکی‌شان، پاییدن لباس‌هاشان، کلاه‌ها، کفش‌ها، و حتی شیوه‌های آرایش مو رسیده‌اند. در پیروی از این هنجار جاافتاده که برای شهروندان الزامی است از برتری‌طلبی و هرجور رقابت ممکن پرهیز کنند، ظاهرهای متمایز مجاز نیستند. مدرسه‌ها در هر سطحی دانش‌آموزها را ملزم می‌کنند یونیفرم‌هایی بپوشند که اغلب شامل کلاه هم می‌شود. یونیفرم‌ها سالی دو بار به‌رایگان در اختیار گذاشته می‌شود اما معمولاً یونیفرم‌ها زودتر از موعد تحویل بعدی، برای دانش‌آموزها کوچک می‌شوند.
آیین‌نامه‌های به‌خصوصی برای مدل موی دانش‌آموزها وجود دارد که گاه با توجه به سن و سطح آن‌ها به شکلی جزئی تغییر می‌کند. حتی بزرگ‌ترها هم میل دارند مدل موی‌شان قابل‌قبول باشد؛ مثلاً مدل‌های موی زنان گوناگونی کمی دارد. در یک آرایشگاه زنانه، می‌توان تصاویری را از مدل‌های توصیه‌شده مو برای زنان دید که روی دیوار نصب شده‌اند و به کمک آن‌ها به سادگی می‌توان سلیقه هرکس را دریافت. در واقع این مدل‌های پذیرفته‌شده، مدل‌های جوچه نامیده می‌شوند. علاوه بر ارزش‌های زیبایی‌شناسانه، کره‌جنوبی‌ها ارزش‌هایی ایدئولوژیک را هم به این مدل‌ها منتسب می‌کنند. به محض این‌که پای یک ارزش ایدئولوژیک به میان می‌آید، هرجور بی‌راهه‌روی‌ای دشوار می‌شود چون می‌تواند به عنوان میل به نشان دادن سرپیچی از دولت تعبیر شود.
اما شاید مؤثرترین و ملموس‌ترین جنبه جوچه، معرفی‌شدن تقویم جدید بوده است. بر اساس این تقویم جدید، زمان با تولد کیم ایل سونگ آغاز می‌شود. سالی که او متولد شد، ۱۹۱۲، اولین سال جوچه است؛ بنابراین امسال، سال ۱۰۸ جوچه است که در تقویم‌های مورد استفاده در هر خانه و هر دفتر کار و حتی در کارت‌تبریک‌های سال نو به آن اشاره شده است. این تقویم با در نظر داشتن درگذشت رهبر کبیر بنیان نهاده شده؛ کسی که ابداع فلسفه جوچه به او منتسب است. در هر صفحه این تقویم، آموزه‌های کیم ایل سونگ و کیم جونگ ایل – هردو – چاپ شده و علاوه بر این در هر صفحه رهنمودهای این دو در آن روز خاص در سال‌های گذشته هم تکرار شده است.
اجمالاً، کره شمالی‌ها در محیطی زندگی می‌کنند که همه‌جایش به رنگ جوچه است. آنچه آن‌ها می‌شنوند، می‌گویند، حس می‌کنند، و می‌بینند، به‌شدت از ایده‌های جوچه رنگ گرفته است. به منظور تصور کردن فرایند چنین اشباع‌سازی فرهنگی، باید چنین محیط را برای زندگی در زمینه یک انقطاع کامل از جهان بیرونی تجربه کند.